# Черхавка
Черхавка (укр. Черхавка) — река в Самборском и Дрогобычском районах Львовской области Украины. Левый приток Быстрицы (бассейн Днестра).
Черхавка образуется при слиянии рек Спрыня и Блажовка, на северной окраине села Черхава. Течёт преимущественно с юго-запада на северо-восток, впадает в Быстрицу около села Великая Озимина.
Длина реки 26 км (вместе с Спрыней), площадь бассейна 168 км2. На реке много перекатов, дно каменистое, местами илистое, в среднем и нижнем течении русло сильно извилистое.
Крупнейшие притоки: Спрыня (правый), Блажовка, Ольшаник (левый).